# Don LaFontaine
Don LaFontaine, znany też jako That Announcer Guy (ur. 26 sierpnia 1940 w Duluth, zm. 1 września 2008 w Los Angeles) – amerykański aktor głosowy, który podłożył głosy do ponad 5000 zwiastunów filmowych, reklam telewizyjnych i zwiastunów gier komputerowych. Jest nazywany „Królem Trailerów Filmowych”, „Głosem”, „Grzmiącym Gardłem” lub „Głosem Boga”, jego charakterystyczny głos był złowieszczy i donośny. Wiele z jego zapowiedzi miało postać: „W świecie, gdzie (negatywne cechy), jeden (zwykle osoba) (zrobi coś pozytywnego)” (ang. „In a world where (...), one (...) will (...)”). Sam także parodiował ten frazes kilka razy.

## Życiorys
Rozpoczął karierę zawodową jako asystent operatora dźwięku w National Recording Studios, gdzie miał okazję pracować z Floydem Petersonem, produkującym spoty promocyjne do filmu Doktor Strangelove. Peterson włączył do nich wiele pomysłów LaFontaine’a i wkrótce zaczęli pracować razem. W 1964 LaFontaine musiał podłożyć głos w zwiastunie filmu Gunfighters of Casa Grande. Klient kupił spot i kariera LaFontaine’a jako aktora głosowego rozpoczęła się na dobre. W latach siedemdziesiątych rozwinął swój charakterystyczny styl silnej narracji.
LaFontaine nagrywał około 60 produkcji tygodniowo i nawet 35 jednego dnia. Mówiono, że jego głos może dodać prestiżu i emocji filmowi i pomóc się mu wyróżnić.
Don LaFontaine mieszkał w Los Angeles, jego żona Nita Whitaker jest aktorką i piosenkarką.

## Filmografia
- Ojciec Chrzestny – Głos w zwiastunie
- Terminator – Głos w zwiastunie
- Terminator 2: Dzień sądu – Głos w zwiastunie
- Cast Away: Poza światem – Głos w zwiastunie
- Fatalne zauroczenie – Głos w zwiastunie
- Batman – Głos w zwiastunie
- Małolaty u taty – Głos w zwiastunie
- Uciekające kurczaki – Głos w zwiastunie
- Doktor Strangelove – Głos w zwiastunie

## Inne
Inni aktorzy głosowi, tacy jak Tex Brashear, Hal Douglas i Peter Cullen kopiują styl LaFontaine’a i byli czasami z nim myleni. Jego głos jest bardzo często parodiowany. Można wymienić takie osoby jak Pablo Francisco czy Janeane Garofalo.
12 kwietnia 2007, LaFontaine pojawił się w programie The Tonight Show.
W odcinku „The Chronicles of Meap” amerykańskiego serialu animowanego Fineasz i Ferb znajduje się wspomnienie ku pamięci zmarłego Dona: In Memoriam of Don LaFontaine 08/26/40-09/01/08 One Man, In a land, In a time, In a world... All on his own.